# 里戈韦托·西斯内罗斯
里戈韦托·西斯内罗斯（西班牙語：Rigoberto Cisneros，1953年8月15日—），墨西哥男子足球运动员，司职后卫。他曾代表墨西哥国家队参加1978年国际足联世界杯，结果队伍止步小组赛阶段。